# Iwan Blijd
Iwan Blijd (8 mei 1953) is een Surinaams judoka.
Tijdens de Olympische Zomerspelen van 1972 in München (toenmalig West-Duitsland) was hij de eerste judoka die namens Suriname deelnam aan de Olympische Spelen.
Blijd kwam uit in de categorie lichtgewicht (tot 63 kg) en verloor de eerste ronde van de Zwitser Marcel Burkhard. Na hem zouden nog twee andere judoka's namens Suriname deelnemen aan de Olympische Spelen: Ricardo Elmont (1976) en Mohamed Madhar (1984 en 1988).